# Кёниг, Франц (врач)
Франц Кёниг (нем. Franz Koenig; 1832—1910) — немецкий хирург.

## Биография
Изучал медицину в Марбурге и Берлине; в последнем — доктор медицины (1855). В 1869 году был приглашён профессором хирургии в Росток, а в 1875 году — в Гёттингене. Кёниг славился своей обширной эрудицией. 
Из его многочисленных сочинений были очень известны: «Руководство к изучению частной хирургии» в 3-х томах, выдержавшее несколько изданий и переведённое почти на все европейские языки (также на русский, выполненный П. И. Лурье-Гиберман в 1907 году), и «Руководство к общей хирургии», удостоившееся не менее сочувственного приема. Научные заслуги Кёнига связаны с опытами в области прямого массажа сердца и искусственной вентиляции лёгких.